# Двойная флейта
Двойная флейта , парная флейта — две флейты со свистковым устройством, используемые исполнителем одновременно или чередуя друг с другом. Могут иметь один общий корпус.

## Виды
Двойные флейты известны у многих народов: украинцев, болгар, поляков, хорватов, словаков, сету (юго-восток Эстонии и Печорский район Псковской области) и др.
Двойной рекордер, двойная блокфлейта — инструмент средневековой Европы из двух скреплённых трубок разной длины. На каждой трубке четыре пальцевых отверстия.
Аккордовая флейта — разновидность двойной блокфлейты. Отличается единым корпусом, сделанным из бруска с двумя каналами и одинаково расположенными отверстиями для возможности закрытия пары отверстий одним пальцем.
Парные дудки — белорусский инструмент, на трубках которого располагается по три пальцевых отверстия (2 сверху и 1 снизу для большого пальца). Длина одной трубки 33—25 см, второй 27—39. Во время игры трубки держат под некоторым углом относительно друг друга, но иногда нижние концы трубок связывают между собой.
Двойни́ца, двойча́тка, двоянка (сербохорв. dvojnice, двојнице, болг. двоянка) — русский и южнославянский инструмент. В исторических источниках встречается под названием свирель. Южнославянсий инструмент, распространённый под названием «двойница» в Сербии, Хорватии, Черногории и Боснии и Герцеговине, и под названием «двоянка» в Болгарии и Северной Македонии, представляет собой деревянный брусок продолговатой формы, в котором просверлены два параллельных канала. Из древесных пород для изготовления в Сербии используется самшит, а в Болгарии — также ясень, груша, слива, кизил и орех. На болгарской двоянке мелодия играется на правом канале с шестью отверстиями, в то время как левый издаёт одну бурдонную ноту. Боснийские двойнице обладают на одном канале тремя, а на другом — четырьмя отверстиями, четвёртое отверстие никогда не употребляется, кроме того, боснийцы верят, что во время молодого месяца на инструменте нельзя играть, и в это самое время затыкают неиспользуемое отверстие специальной затычкой, поскольку, якобы, в противном случае оно начнёт кровоточить. Инструмент нередко украшается резьбой или росписью. Двойница/двоянка традиционно считается пастушеским инструментом, однако под его аккомпанемент также исполняются танцы и поют песни. В России игра на парной флейте распространена в Смоленской и Орловской областях. Смоленская двойчатка представляет собой две дудки различной длины (большой дудки — 29—47 см, малой — 22—35 см) и внешним диаметром 1,3—2,3 см, на которых играют одновременно. Верхние части удерживаются ртом музыканта, нижние концы расходятся в разные стороны и удерживаются руками. В верхней части ствола дудок находятся свистковые приспособления для вдувания воздуха, а в нижней — игровые отверстия. Двойчатка изготавливается из ясеня, крушины, орешника и клёна. В настоящее время традиция игре на двойчатке поддерживается Владимиром Платоновым. Традиция игры на двойчатке изучалась в 1940 году И. И. Горюновым (тогда — студентом консерватории), командированным в Смоленскую область Климентом Квиткой, который также совершает экспедицию в Смоленщину с этой же целью осенью того же года. Результаты исследований Горюнова и Квитки были опубликованы в обширном исследовании «Парная флейта», опубликованном, правда, в незавершенном виде и уже после смерти Квитки. Интересно, что именно экспедиции Квитки на Смоленщину, а также в Курскую область, положили начало широкой и планомерной фиксации русской народной инструментальной музыки.
Дводенцивка, джоломыга (укр. дводенцівка, джоломига) — западноукраинский инструмент аналогичной с южнославянским формой, имеющий 8-9 отверстий для одной трубки и 4 для другой.
Представленная ниже аппликатура двойчатки относится к инструменту из Смоленской области. Длина трубок 38 и 27 см, диаметр 2 и 1,5 см. На каждом стволе по три отверстия, из которых одно находится на тыльной стороне. Методом передувания извлекаются ноты выше основного тона на октаву и дуодециму.
|                      | Длинный ствол            | Длинный ствол | Длинный ствол | Длинный ствол            | Короткий ствол           | Короткий ствол | Короткий ствол | Короткий ствол           |
| Отверстие от свистка | h{\displaystyle \flat }1 | c2            | d2            | e{\displaystyle \flat }2 | e{\displaystyle \flat }2 | f2             | g2             | a{\displaystyle \flat }2 |
| 1                    |                          |               |               |                          |                          |                |                |                          |
| 2                    |                          |               |               |                          |                          |                |                |                          |
| 3                    |                          |               |               |                          |                          |                |                |                          |

 — открыто,  — закрыто.